# Portraits de fantaisie
Les portraits de fantaisie sont une série de portraits, pour la plupart datés de 1769, réalisés par le peintre Jean-Honoré Fragonard. On dit de ces peintures qu'elles ont été exécutées en une heure, d'où le nom italien de « fa' presto » (exécuté rapidement). Elles sont facilement identifiables grâce à leur touche caractéristique. Ces portraits sont souvent utilisés pour illustrer la maîtrise de Fragonard.

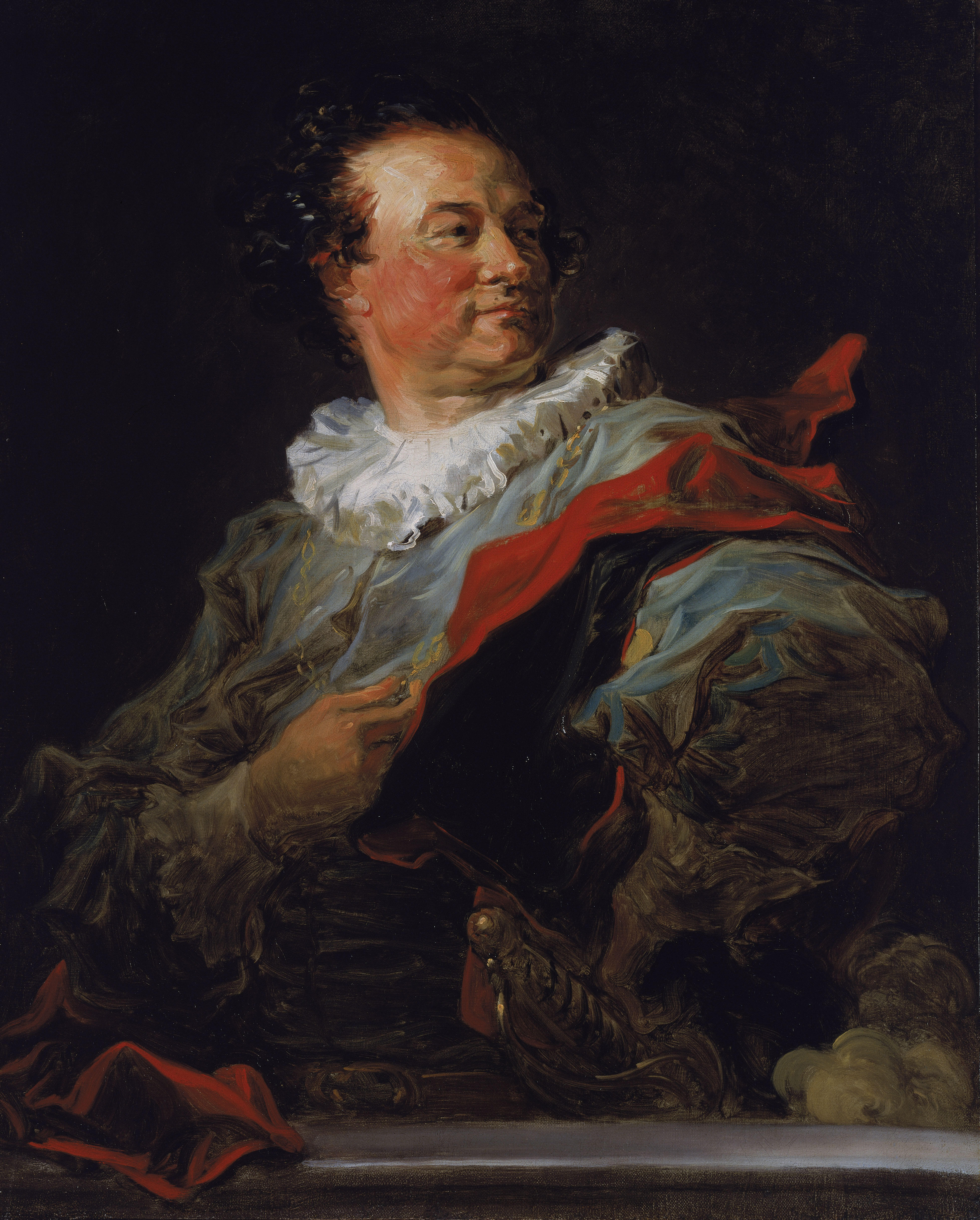
François-Henri d'Harcourt (1769), collection privée.
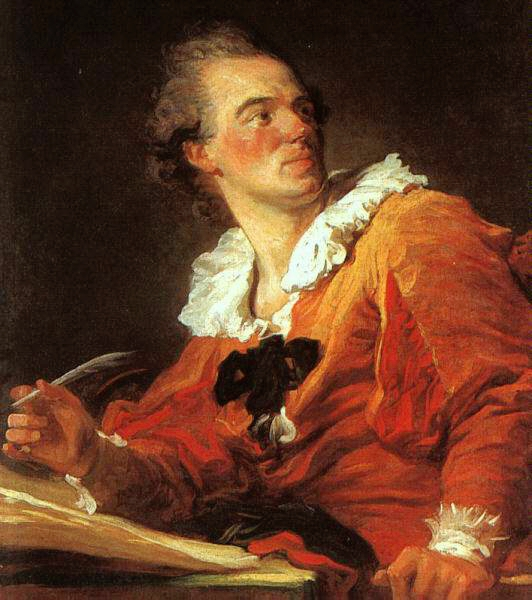
L'inspiration (1769), Musée du Louvre, Paris.
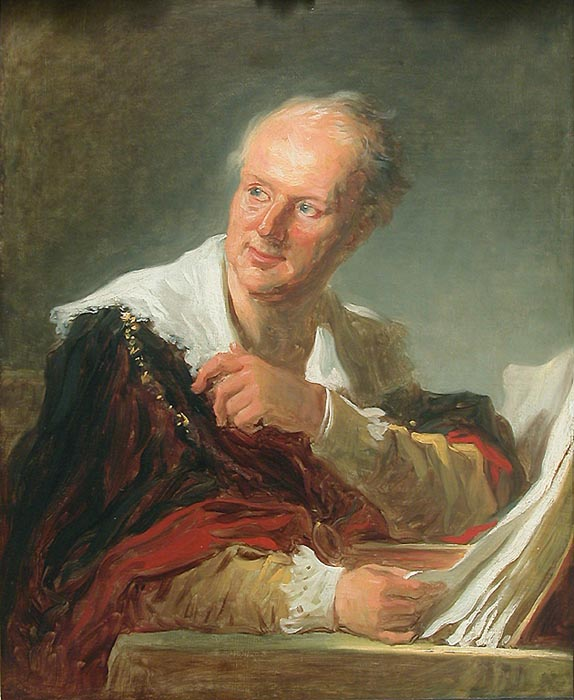
Portrait d'homme (1769), Musée du Louvre, Paris.
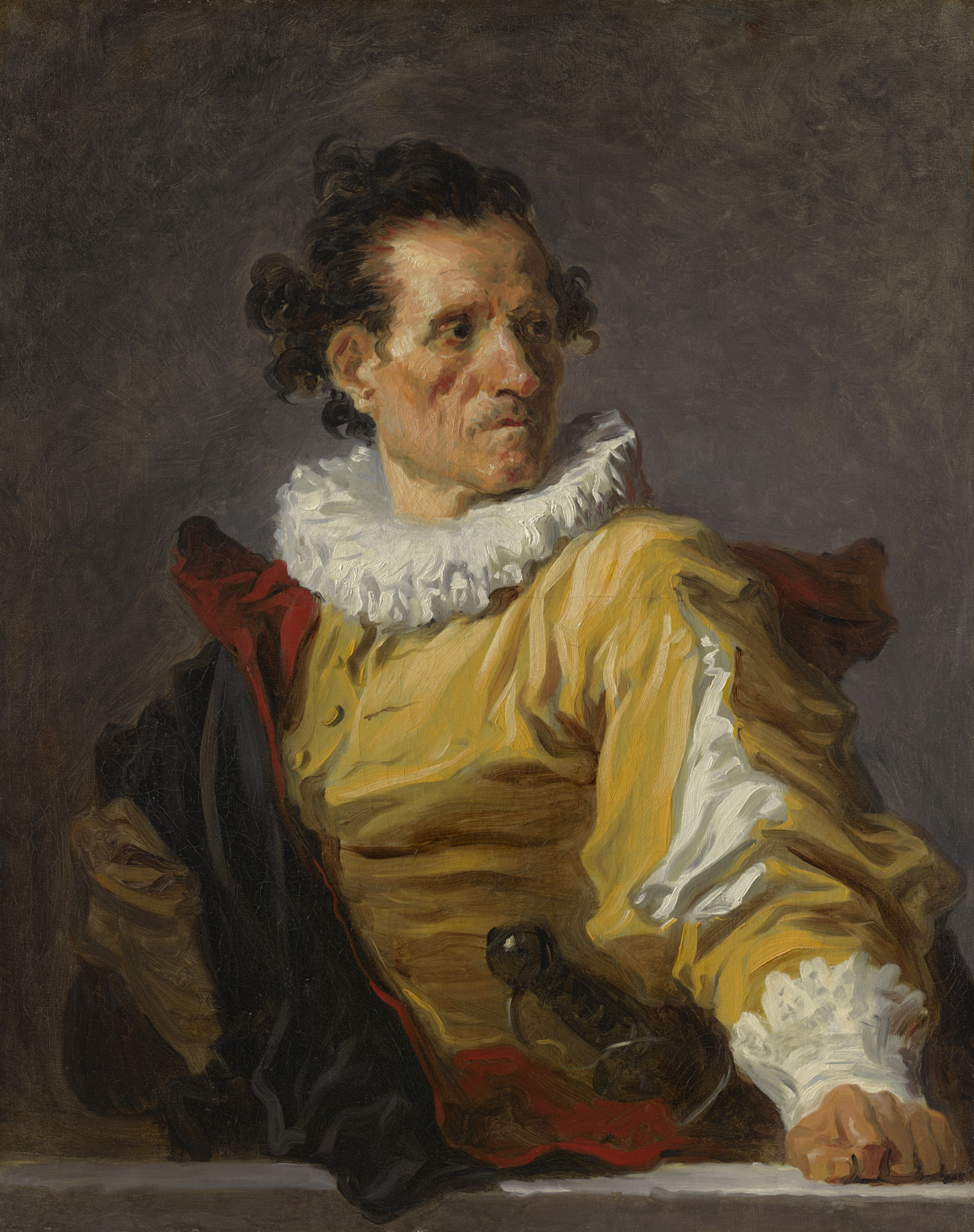
Portrait d'un anonyme surnommé Le Guerrier.